# صلیبک

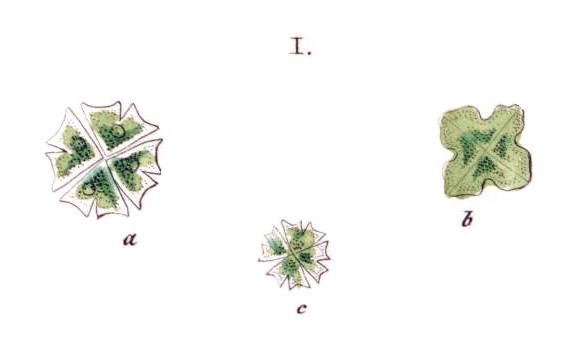

صلیبک(نام علمی: Stauridium) نام یک سرده از شاخه سبزتباران است.